# Glareola maldivarum
La pernice di mare dal collare (Glareola maldivarum, Forster 1795) è un uccello della famiglia Glareolidae.

## Sistematica
Glareola maldivarum non ha sottospecie, è monotipica.

## Distribuzione e habitat
Questa pernice di mare vive in Asia, dal Pakistan a ovest all'Indonesia a est, e a nord fino alla Russia; in Australia e su molte isole dell'Oceania occidentale (Palau, Vanuatu, Nuova Caledonia, etc); in Alaska. È accidentale in Egitto, a Cipro, nel Regno Unito e sulle Mauritius.

## Galleria d'immagini

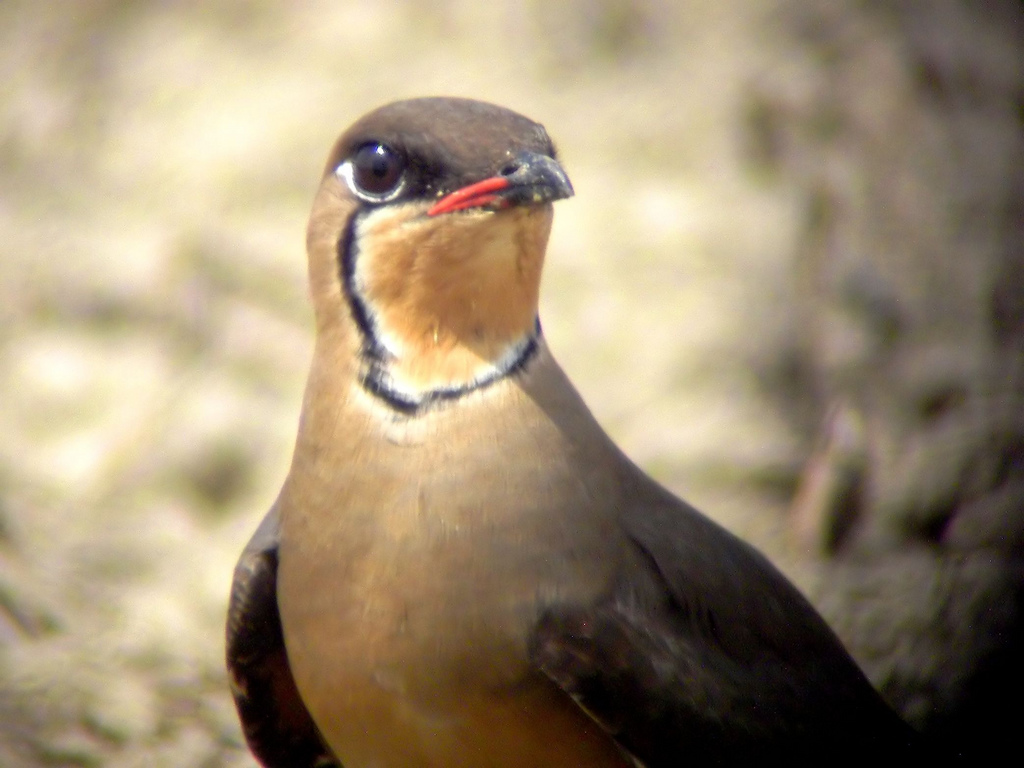